# Football League (Grecja)
Football League (gr. Ελληνική Φούτμπολ Λιγκ) – byłe rozgrywki ligowe w piłkę nożną w Grecji, po raz pierwszy zorganizowany w 1962 (w latach 1962-1983 był podzielony na dwie, trzy lub cztery grupy). Zaczęło się w 1954 kiedy mistrzostwa były podzielone na dwie grupy: północ i południe. Wtedy uczestniczące zespoły były mistrzami swojego regionalnego stowarzyszenia klubów piłkarskich. Każdego roku zespoły uczestniczące w rozgrywkach były różne. Od 1960 r. niektóre zespoły już na trwałe uczestniczyły w rozgrywkach ligowych, które były podzielone na 4 grupy. W sezonie 1961/62 istniało dziesięć grup. Takie częste zmiany do 1962 r. spowodowało, że wielu statystyków zaczęli prowadzić statystyki drugiej ligi dopiero od sezonu 1962/63. Do 2019 był to drugi poziom rozgrywkowy, ale wraz z dodaniem Superleague Ellada 2 zastąpił on Gamma Ethniki na trzecim poziomie.
Po reformie rozgrywek w 2019 roku w rozgrywkach brało udział 14 drużyn, które grały w jednej grupie, a sezon później 20 drużyn zostało podzielone na dwie grupy. Dwie najlepsze drużyny awansowały do Superleague Ellada 2, natomiast cztery najsłabsze drużyny ligi spadają do Gamma Ethniki. Rozgrywki zostały ostatecznie rozwiązane w 2021 roku wraz z powiększeniem Superleague Ellada 2.

## Nazwy
- 1959-2000: Beta Ethniki
- 2000-2001: Alfa Kategoria
- 2001-2010: Beta Ethniki
- od 2010: Football League

## Skład ligi w sezonie 2020/2021
| Klub                          | Miasto      |
| ----------------------------- | ----------- |
| AEP Karagiannia               | Kozani      |
| Almopos Aridea                | Aridea      |
| PAE Apolon Pondu              | Saloniki    |
| Enosi Panaspropyrgiakou Doxas | Aspropirgos |
| Asteras Vlachioti             | Elos        |
| AO Egaleo                     | Egaleo      |
| Episkopi                      | Lappa       |
| Ialysos                       | Jalisos     |
| PS Kalamata                   | Kalamata    |
| GS Kallithea                  | Kalitea     |
| AO Kawala                     | Kawala      |
| Niki Wolos                    | Wolos       |
| Olympiakos Wolos              | Wolos       |
| MGS Panserraikos              | Seres       |
| Pierikos SFK                  | Katerini    |
| Rodos                         | Rodos       |
| Santorini 2020                | Santoryn    |
| Thesprotos                    | Igumenitsa  |
| Triglia                       | Triglia     |
| PAE Weria                     | Weria       |

## Zwycięzcy rozgrywek

### Drugi poziom rozgrywkowy

#### Od 1962 do 1983
| Sezon     | Zwycięzca |
| --------- | --- |
| 1959/1960 | Fostiras Tawros, Atromitos Pireus, Panelefsiniakos Elefsina, Thermaikos Thermi                                                                                                   |
| 1960/1961 | Panelefsiniakos Elefsina, Niki Wolos, Aspida Ksanti, PAE Egaleo |
| 1961/1962 | Pankorinthiakos Korynt, Panegialios Aigialeia, Iraklis Kawala, Iraklis Seres, Achilleas Trikala, AE Larisa, Olympiakos Wolos, Pierikos SFK, Vyzas Megara, Rodiakos, OF Irakleiou |
| 1962/1963 | Edessaikos AS, Doksa Drama, Olympiakos Chalkida, Pankorinthiakos Korynt |
| 1963/1964 | Panachaiki GE, Proodeftiki Koridallos, Philippi Kawala |
| 1964/1965 | MGS Panserraikos, Edessaikos AS, AO Egaleo, Vyzas Megara |
| 1965/1966 | PAE Weria, OF Irakleiou, Vyzas Megara |
| 1966/1967 | Panelefsiniakos Elefsina, AO Kawala, Olympiakos Wolos |
| 1967/1968 | AO Chalkis, AO Trikala |
| 1968/1969 | Panachaiki GE, AO Kawala |
| 1969/1970 | Apollon Smyrnis, PAE Weria, Fostiras Tawros |
| 1970/1971 | Panachaiki GE, AO Trikala, Ethnikos Olympiakos Volou |
| 1971/1972 | MGS Panserraikos, PS Kalamata, Atromitos Ateny |
| 1972/1973 | Apollon Smyrnis, Apollon Kalamaria, AE Larisa |
| 1973/1974 | PAS Janina, AGS Kastoria, PS Kalamata |
| 1974/1975 | Apollon Smyrnis, Panetolikos GFS, Pierikos SFK |
| 1975/1976 | AO Kawala, OF Irakleiou |
| 1976/1977 | AO Egaleo, PAE Weria |
| 1977/1978 | AS Rodos, AE Larisa |
| 1978/1979 | Doksa Drama, Korinthos PAS |
| 1979/1980 | MGS Panserraikos, Atromitos Ateny |
| 1980/1981 | AS Rodos, Iraklis Saloniki |
| 1981/1982 | Panachaiki GE, Makedonikos Efkarpia |
| 1982/1983 | AO Egaleo, Apollon Kalamaria |

#### Od 1983 do 2019
| Sezon     | Zwycięzca         |
| --------- | ----------------- |
| 1983/1984 | Panachaiki GE     |
| 1984/1985 | PAS Janina        |
| 1985/1986 | GS Diagoras Rodos |
| 1986/1987 | Panachaiki GE     |
| 1987/1988 | Doksa Drama       |
| 1988/1989 | Skoda Ksanti      |
| 1989/1990 | Athinaikos AS     |
| 1990/1991 | Ethnikos Pireus   |
| 1991/1992 | Apollon Kalamaria |
| 1992/1993 | FAS Nausa         |
| 1993/1994 | Ionikos Nakaias   |
| 1994/1995 | Paniliakos Pirgos |

| Sezon     | Zwycięzca        |
| --------- | ---------------- |
| 1995/1996 | AO Kawala        |
| 1996/1997 | Panionios GSS    |
| 1997/1998 | Aris FC          |
| 1998/1999 | AO Trikala       |
| 1999/2000 | Athinaikos AS    |
| 2000/2001 | AO Egaleo        |
| 2001/2002 | PAS Janina       |
| 2002/2003 | Chalkidon        |
| 2003/2004 | AO Kerkira       |
| 2004/2005 | AE Larisa        |
| 2005/2006 | PAE Ergotelis    |
| 2006/2007 | Asteras Tripolis |

| Sezon     | Zwycięzca        |
| --------- | ---------------- |
| 2007/2008 | MGS Panserraikos |
| 2008/2009 | Atromitos Ateny  |
| 2009/2010 | Olympiakos Wolos |
| 2010/2011 | Panetolikos GFS  |
| 2011/2012 | APS Panthrakikos |
| 2012/2013 | Apollon Smyrnis  |
| 2013/2014 | Niki Wolos       |
| 2014/2015 | AEK Ateny        |
| 2015/2016 | AE Larisa        |
| 2016/2017 | Apollon Smyrnis  |
| 2017/2018 | OFI 1925         |
| 2018/2019 | Volos FC         |

### Trzeci poziom rozgrywkowy

#### Od 2019
| Sezon     | Zwycięzca    |
| --------- | ------------ |
| 2019/2020 | Trikala F.C. |